# Carl-Herbert Dieden
Carl-Herbert Johan Berthold Dieden, född 13 april 1920 i Malmö, död 30 mars 2006 i Limhamn, var en svensk industriman. Han var son till Herbert Dieden.
Dieden utexaminerades från Kungliga Tekniska högskolan i Stockholm 1947 och blev ingenjör vid AB Atlas Copco 1948. Han blev verkställande direktör för Atlas Copco Svenska Försäljnings AB 1958 och för AB Svenska Maskinverken 1966. Han anställdes vid AB Herbert Dieden & Co 1969, där han blev verkställande direktör 1972. Han var bland annat även styrelseledamot i AB Sydsten och Wasa päls AB. Dieden är begravd på Sankt Pauli mellersta kyrkogård i Malmö.